# بركة غليون
بركة غليون هي عبارة عن مشروع استزراع سمكي يقع بمركز مطوبس، شمال محافظة كفر الشيخ. افتتحت المرحلة الأولى من المشروع على مساحة 4000 فدان تقريباً في نوفمبر 2017 بتكلفة بلغت مليار و700 مليون جنيه مصري. على أن تقام مرحلة ثانية للمشروع على مساحة 9000 فدان تقريباً. أقيم المشروع بالشراكة بين شركة إيفر جرين الصينية والشركة الوطنية للثروة السمكية والأحياء المائية وأسند تنفيذ المشروع إلى الشركة الوطنية للمقاولات العامة والتوريدات وكلا الشركتان المصريتان تابعتان لجهاز مشروعات الخدمة الوطنية أحد أجهزة القوات المسلحة المصرية.

## المرحلة الأولى
تضم المرحلة الأولى من المشروع والمقامة على مساحة 4100 فدان:
- 1359 حوض للأسماك والجمبري
- منطقة المفرخات وإنتاج الزريعة ومنطقة بحثية
- منطقة صناعية على مساحة 55 فدان تضم مصنع لتجهيز وتعبئة وتغليف الأسماك بطاقة إنتاجية 100 طن في اليوم
- مصنع لإنتاج الأعلاف بطاقة إنتاجية 180 ألف طن سنويا
- مصنع لإنتاج الثلج بطاقة إنتاجية 60 طنا في اليوم
- مصنع لعبوات الفوم بطاقة إنتاجية 1200 عبوة في اليوم.[2]